# دهستان گرمدره
دهستان گرمدره دهستانی در بخش مرکزی شهرستان کرج، استان البرز در ایران است. براساس سرشماری مرکز آمار ایران در سال ۱۳۹۵، جمعیت آن ۲۲۱ نفر (۷۵ خانوار) بوده‌است.